# Gresham (Nebraska)
Gresham è un comune degli Stati Uniti d'America, situato nello Stato del Nebraska, nella contea di York.